# The Hummingbird Project
The Hummingbird Project (El proyecto colibrí) es una película canadiense-belga de suspenso dramático escrita y dirigida por Kim Nguyen producida por Pierre Even en el Item 7. Está protagonizada por Jesse Eisenberg, Alexander Skarsgård, Salma Hayek y Michael Mando. Trata los temas de la negociación de alta frecuencia y el acceso directo al mercado de latencia ultra baja. 
Tuvo su estreno mundial en el Festival Internacional de Cine de Toronto el 8 de septiembre de 2018. Fue estrenada en Estados Unidos el 15 de marzo de 2019 por The Orchard y el 22 de marzo de 2019 en Canadá por Elevation Pictures.

## Sinopsis
Un hombre y su primo intentan hacerse millonarios mediante la construcción de un cable de fibra óptica entre Kansas y Nueva Jersey, mientras su antigua jefe intenta evitar que lo consigan.

## Reparto
- Jesse Eisenberg como Vincent Zaleski.
- Alexander Skarsgård como Anton Zaleski.
- Salma Hayek como Eva Torres.
- Michael Mando como Mark Vega.
- Sarah Goldberg como Mascha.
- Anna Maguire como Quant Jenny.
- Frank Schorpion como Bryan Taylor.
- Johan Heldenbergh como Anciano Amish.
- Kwasi Songui como ingeniero de rayos.
- Aiysha Issa como Ofelia Troller.

## Producción
En mayo de 2017, se anunció que Jesse Eisenberg y Alexander Skarsgård se habían unido al elenco de la película, con Kim Nguyen, dirigiendo desde un guion que escribió. Pierre Even se desempeñaría como productor de la película, mientras que Brian Kavanaugh-Jones y Fred Berger serían los productores ejecutivos de la película, a través de Item 7, Automatik y HanWay Films, respectivamente. En septiembre de 2017, Salma Hayek se unió al elenco de la película. En octubre de 2017, Michael Mando se unió al elenco de la película.
La fotografía principal comenzó en Quebec en noviembre de 2017.

## Estreno
La película tuvo su estreno mundial en el Festival Internacional de Cine de Toronto el 8 de septiembre de 2018, y fue la gala de apertura en el Festival Internacional de Cine de Vancouver más tarde ese mes. Poco después, The Orchard adquirió los derechos de distribución de la película en los Estados Unidos. Tuvo un estreno limitado en los Estados Unidos el 15 de marzo de 2019.